# Ranunculus guzmannii
Ranunculus guzmannii là một loài thực vật có hoa trong họ Mao lương. Loài này được Humb. miêu tả khoa học đầu tiên năm 1805.